# Сухие завтраки

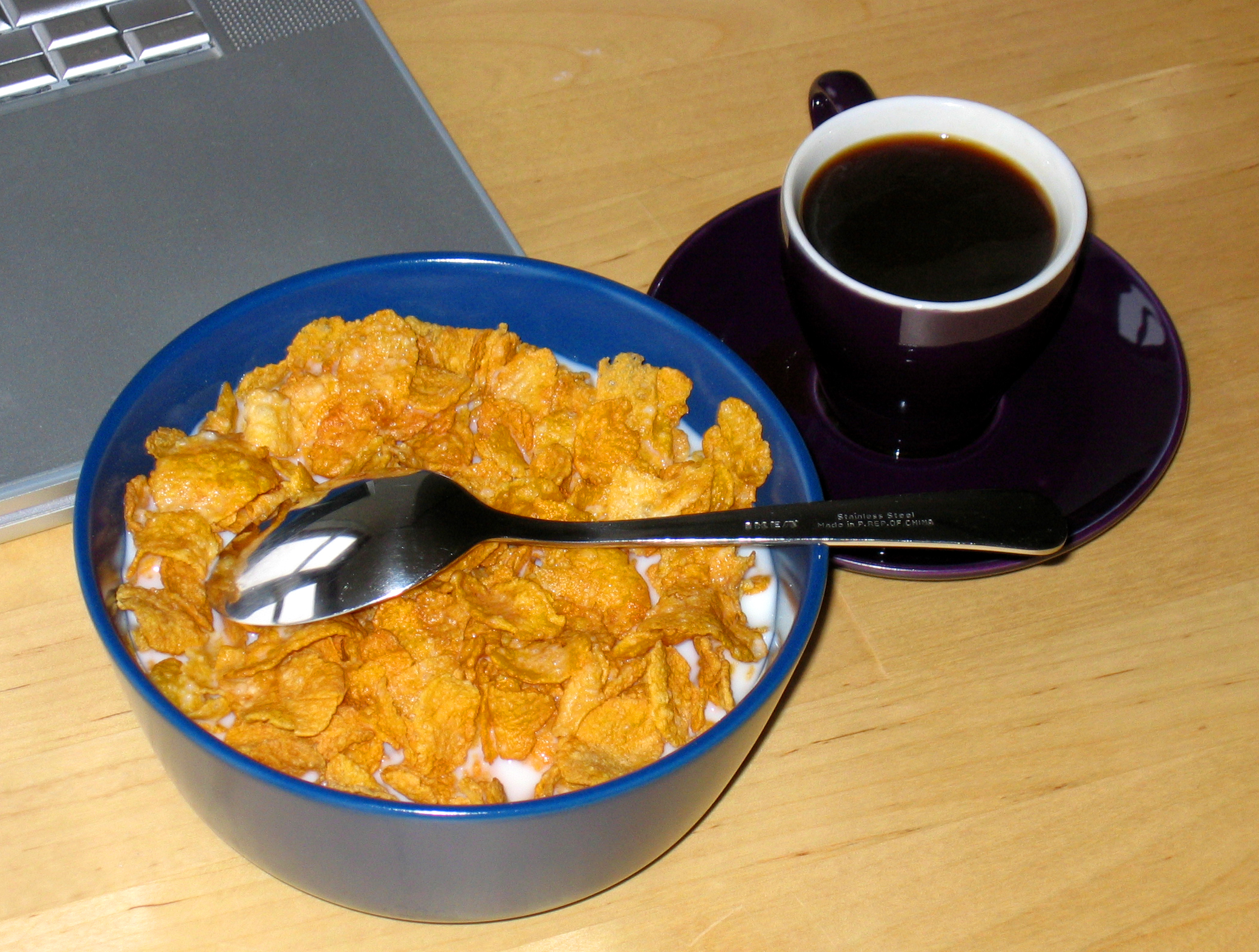
Кукурузные хлопья с молоком

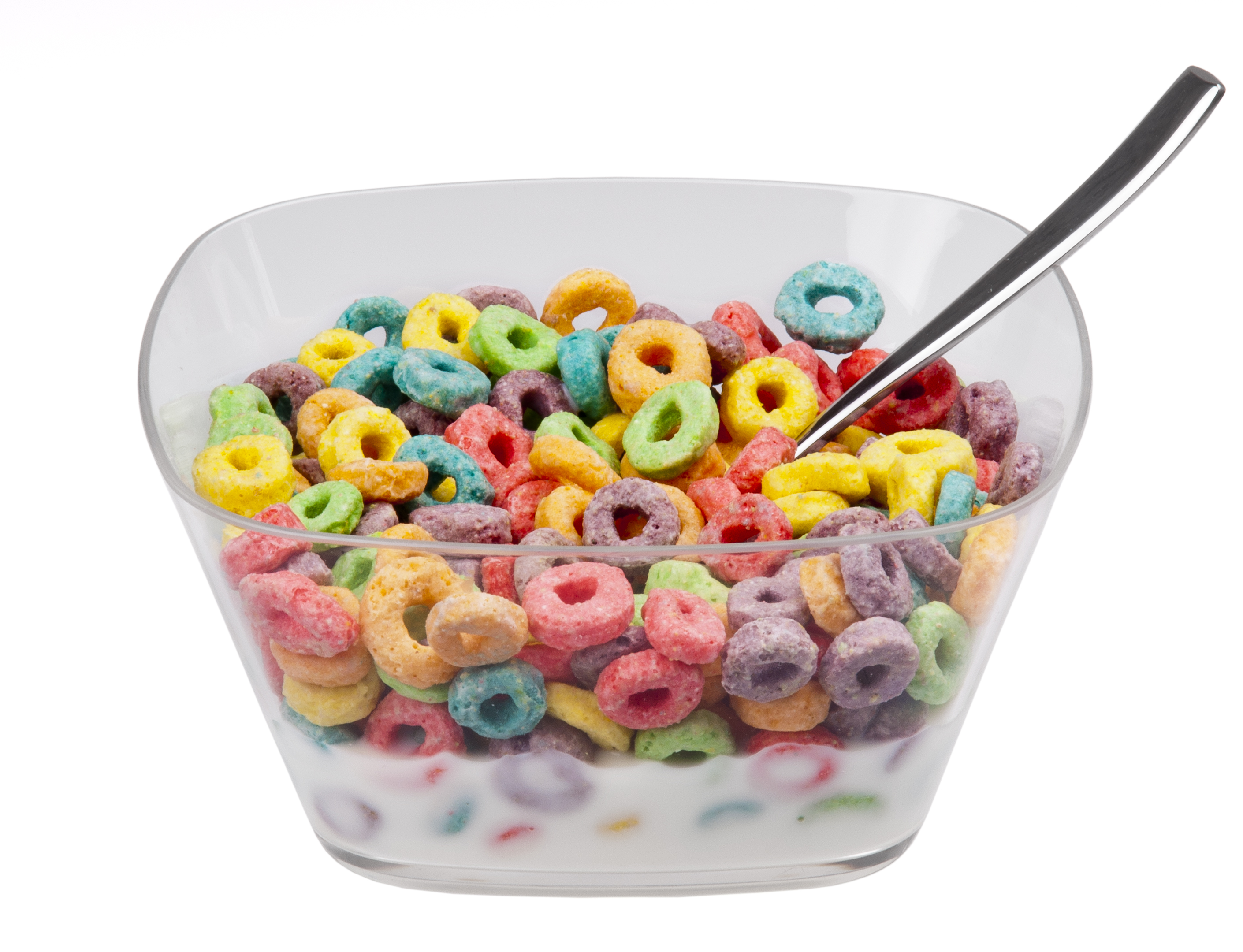
Фруктовые колечки производства Kellogg’s

Сухие завтраки (также зерновые или злаковые завтраки) — вид пищевых концентратов на зерновой основе, изделия, получаемые при обжарке предварительно сваренных и расплющенных зерен или круп кукурузы и пшеницы с вкусовыми добавками, полностью готовые к употреблению в пищу, обычно на завтрак. Среди злаковых завтраков наиболее известны хлопья, мюсли, закуски и каши быстрого или моментального приготовления. В России на рубеже XX и XXI веков потребление хрустящих колечек, палочек, хлебцев, «взорванных» зёрен и чипсов за десять лет выросло на 50 %.
Готовые зерновые завтраки обрели популярность в 1899 году благодаря американскому доктору Джону Харви Келлогу, изобретателю кукурузных хлопьев. Келлог стремился заменить традиционный завтрак для пациентов своих санаториев в Мичигане здоровой пищей.
Сухие завтраки классифицируются по двум основным признакам: виду получаемого продукта и виду основного сырья. По первому признаку сухие завтраки бывают хлопьевидными, воздушными, волокнистыми и гранулированными (с добавками и без добавок). По виду основного сырья хлопьевидные сухие завтраки вырабатываются из крупы и муки, а воздушные — из зерна, крупы и муки. Волокнистые сухие завтраки производят из зерна, а гранулированные — только из муки. Дополнительно сухие завтраки можно классифицировать по способу получения: хлопья, воздушные или взорванные зёрна и продукты экструзионной технологии (палочки и фигурные изделия), а также по компонентности — в зависимости от включения в их состав помимо зерна других компонентов, например, сухофруктов в мюсли.
Сухие завтраки производят из зёрен различных злаковых культур (рис, овёс, пшеница, рожь, ячмень, кукуруза), из подготовленных специальным образом зерновых круп и из муки путём замеса теста. Кроме того, сухие завтраки получают из специально подготовленных полуфабрикатов с длительным сроком хранения. Для улучшения вкуса и питательной ценности сухих завтраков используются различные фруктовые добавки в виде хлопьев или порошков, размолотые сухофрукты, разнообразные начинки из фруктов, орехов, мёда, специй, пряностей, кофе, овощей, ликёров, мяса и т. д. Для производства сухих завтраков применяются различные технологии: глубокая гидротермическая обработка и дальнейшая варка в сахаро-солевом растворе, метод «взрывания», микронизация и экструзия.
Хлопья получают варкой предварительно просеянной и вымытой крупы в сахаро-солёном растворе. Сваренную крупу сушат, отлёживают, расплющивают и обжаривают в течение нескольких минут при температуре 250—300 °C. Воздушные, или взорванные зёрна получают на специальных аппаратах — «пушках», представляющих собой герметичные камеры повышенного давления. Крупяные палочки и фигурные изделия — продукты экструзионной технологии.